# Guzmania desautelsii
Guzmania desautelsii är en gräsväxtart som beskrevs av Robert William Read och Lyman Bradford Smith. Guzmania desautelsii ingår i släktet Guzmania och familjen Bromeliaceae. Inga underarter finns listade i Catalogue of Life.